# Katri Linna
Katri Sinikka Maaria Linna (född i Tammerfors i Finland den 27 augusti 1960) är en sverigefinsk jurist, som arbetat länge för främjande av mänskliga rättigheter. Sedan augusti 2019 arbetar hon vid Diskrimineringsombudsmannen i Finland.  Före det arbetade hon som Senior legal adviser vid internationella människorättsorganisationen Civil Rights Defenders och som observatör och tf fältkontorschef på OSSE i Ukraina. Linna har också arbetat som Sveriges ombudsman mot etnisk diskriminering och diskrimineringsombudsman. Hon har också en lång yrkesbakgrund som arbetsrättsjurist.

## Biografi

### Uppväxt och skolgång
Katri Linna föddes i Tammerfors, Finland den 27. augusti 1960. Hennes föräldrar var Sinikka Linna (f. Turtonen), och riksdagsledamot Antti Linna.  
Hon påbörjade skolgången i Tammerfors, men familjen flyttade till Helsingfors, där hon avlade senare studentexamen vid Drumsö finska gymnasium (Lauttasaaren yhteiskoulu, LYK). Därefter åkte hon till Sverige för att jobba ett halvt år, lära sig språket och spara pengar till Interrail. Hon beslöt sedan att börja studera i Sverige. Först studerade hon svenska och ekonomi på Uppsala Universitet, men bytte sedan till sitt huvudämne juridik.
1986 utexaminerades hon som juris kandidat vid Uppsala universitet. Hon tog också ekonomiexamen grundläggande ekonomiutbildning vid samma universitet. Senare avlade Linna magisterexamen i EU-rätt (L.L.M in European management and Employment Law) vid Leicester Universitetet. Linna har även studerat ryska samt Rysslands och Ukrainas historia, kultur och dagens politik.

### Karriär
I början av sin karriär arbetade Linna i bank innan hon år 1988 påbörjade tingsmeriteringen vid Västerås tingsrätt. Efter tinget arbetade hon som biträdande jurist vid Allmänna advokatbyrån i samma stad.
Åren 1992-1999 arbetade Linna som förbundsjurist vid LO-TCO Rättsskydd. Hon gick sedan vidare till arbete som kanslichef/stf myndighetschef vid ombudsmannen mot etnisk diskriminering i Sverige. Därefter återvände Linna till arbetsrätt och arbetade som chefsjurist vid tjänstemannaförbunden av Fackförbunden Sif och Htf 2003–2005.
Linna återvände dock till arbete med diskrimineringsfrågor. Linna hade åren 2005-2011 uppdraget som Sveriges Diskrimineringsombudsman och dess föregångare Ombudsman mot etnisk diskriminering. Linna har också medverkat i flera offentliga utredningar om svensk diskrimineringslagstiftning och minoritetsfrågor, inte minst gällande romer. Hon har också föreläst på universitet om mänskliga rättigheter och diskriminering.
Linna har även arbetat i OSSE:s mission i Ukraina och i organisationen Civil Rights Defenders, som främjar mänskliga rättigheter globalt.
I augusti 2019 återvände Linna till sitt hemland Finland, där hon fortsatt arbeta för ett jämlikt samhälle hos Finlands diskrimineringsombudsman.